# Alice Diop

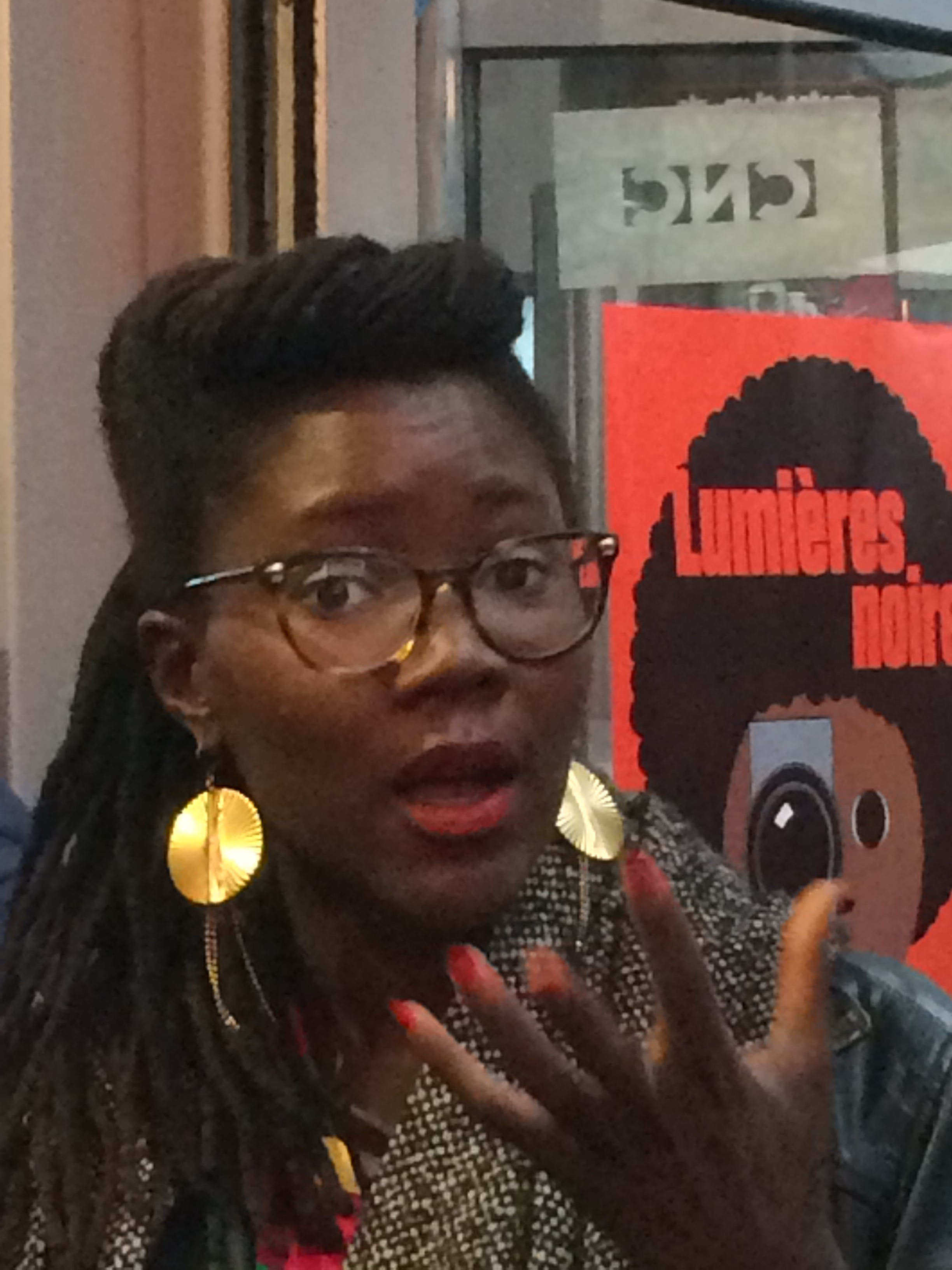
Alice Diop 2017

Alice Diop (* 1979 in Aulnay-sous-Bois) ist eine französische Filmregisseurin und Drehbuchautorin. Ihre Karriere begann sie als preisgekrönte Dokumentarfilmerin. Mit Saint Omer (2022) legte sie ihren ersten Spielfilm vor.

## Leben
Diop wuchs im Viertel La Rose-des-Vents, genannt „Cité des 3000“, in Aulnay-sous-Bois auf. Ihre Eltern waren in den 1960er-Jahren aus dem Senegal nach Frankreich gekommen: Ihr Vater war Automobilmechaniker, die Mutter, die nie Lesen und Schreiben gelernt hatte, arbeitete als Putzfrau. Im Alter von zehn Jahren zog Diop mit ihrer Familie um; unter anderem lebte Diop später in Clichy-sous-Bois. Sie absolvierte ein Masterstudium in Geschichte an der Université Paris 1 Panthéon-Sorbonne und anschließend ein DESS-Studium der Visual Sociology an der Universität Évry. Es folgte ein Studium im Dokumentarfilmatelier der Filmhochschule La fémis. Eines ihrer ersten Werke während des Studiums wurde ein Kurzfilm über ihren Vater.
Diop drehte ihren ersten Dokumentarlangfilm La tour du monde im Jahr 2005. Er wirft einen Blick auf das Leben von Migranten in Sozialwohnbauten in Aulnay-sous-Bois, die 1973 errichtet und nie renoviert wurden. Der Film erschien 2006. Im selben Jahr widmete sie sich Clichy-sous-Bois und drehte für die Fernsehreihe Dimanche investigation die Folge Clichy pour l’exemple. In La mort de Danton folgte sie dem angehenden Schauspieler Steve Tientcheu aus Aulnay-sous-Bois über drei Jahre mit der Kamera. On Call (La permanence) wurde im Avicenne-Krankenhaus in Bobigny gedreht. Diop begleitet einen Allgemeinmediziner und eine Psychiaterin, die im Rahmen der Maßnahme Permanence d’accès aux soins de santé (PASS) unter anderem für die Untersuchung von Migranten zuständig sind, über ein Jahr lang mit der Kamera. Vers la tendresse wiederum fokussiert auf vier junge Männer im Banlieue, die über ihre Erfahrungen mit Liebe und Sex berichten und über die Schwierigkeit, „Männlichkeit“ zu definieren. Diop gewann für Vers la tendresse 2017 den César in der Kategorie Bester Kurzfilm.
Ihr Dokumentarfilm Wir (Nous) wurde bei der Berlinale 2021 mit dem Preis für den besten Dokumentarfilm ausgezeichnet, ebenso beim Prix Lumières 2023.
Im Jahr 2022 legte Diop mit Saint Omer ihr Spielfilmdebüt vor, dass von einem ungewöhnlichen Kindsmord an der französischen Atlantikküste inspiriert worden war. Das Drehbuch schrieb sie u. a. gemeinsam mit Marie NDiaye, während die Hauptrollen von Kayije Kagame und Guslagie Malanda bekleidet wurden. Das Werke wurde im Wettbewerb der Filmfestspiele von Venedig uraufgeführt und gewann dort die zweitwichtigste Auszeichnung, den Großen Preis der Jury. Darüber hinaus wurde Saint Omer ausgewählt, Frankreich bei der Oscarverleihung 2023 in der Kategorie Bester internationaler Film zu vertreten. Im Sommer 2024 wurde Diop Mitglied der Academy of Motion Picture Arts and Sciences.
Diop lebt in Noisy-le-Sec.

## Filmografie
- 2006: La tour du monde
- 2006: Dimanche investigation – Clichy pour l’exemple (TV-Doku-Reihe)
- 2007: Les Sénégalaises at la Sénégaloise
- 2011: La mort de Danton
- 2016: On Call (La permanence)
- 2016: Vers la tendresse
- 2021: Wir (Nous)
- 2022: Saint Omer

## Auszeichnungen
- 2016: Nominierung Bester Dokumentarfilm, Internationales Filmfestival Karlovy Vary, für On Call
- 2016: Nominierung Grierson Award, London Film Festival, für On Call
- 2017: César, Bester Kurzfilm, für Vers la tendresse
- 2021: Berlinale Dokumentarfilmpreis für Wir
- 2022: Internationale Filmfestspiele von Venedig, Silberner Löwe – Großer Preis der Jury für Saint Omer
- 2023: Prix Lumière – Bester Dokumentarfilm für Wir